# رتبه‌بندی استرالر

دیاگرام سیستم رتبه‌بندی استرالر

رتبه‌بندی استرالر یا رتبه‌بندی هورتون- استرالر روشی برای رتبه‌بندی آبراهه‌ها و رودخانه‌هاست که توسط رابرت هورتون دانشمند علوم خاک آمریکایی (۱۹۴۵) و آرتور استرالر استاد علوم زمین دانشگاه کلمبیا (۱۹۵۷-۱۹۵۲) بر اساس قدرت شاخه‌های فرعی آن‌ها ارائه شد. استرالر در یک رتبه‌بندی دقیق، روشی را برای رتبه‌بندی شاخه رودها به‌کار گرفت که بر اساس آن در یک سیستم زهکشی حوضه آبریز، آبراهه اصلی از ترکیب رده‌های اول، دوم، سوم و رده‌های بعدی تشکیل می‌شود. تمامی رده‌های آبراهه‌ای همراه با یک پیوستگی خاص و دقیق در شکل‌گیری سیستم زهکشی آن حوضه دخیل هستند. در این روش، شاخه رودهای کوچک می‌تواند در سرنوشت رتبه یا زهکش اصلی که آب‌ها را از منطقه خارج می‌کند مؤثر باشد.